# Erice
Erice (antiker Name Eryx) ist eine italienische Gemeinde und ein Berg (Monte Erice) im Freien Gemeindekonsortium Trapani in der Autonomen Region Sizilien. Die Gemeinde hat 26.010 Einwohner (Stand 31. Dezember 2023). Sie ist Mitglied der Vereinigung I borghi più belli d’Italia (Die schönsten Orte Italiens).

## Lage und Daten
Der Ort Erice liegt 15 Kilometer nordöstlich von Trapani auf dem Monte Erice auf einer Höhe von 751 m s.l.m. Die Gemeinde Erice bedeckt eine Fläche von 47,28 km². In der Altstadt auf dem Hochplateau leben nur wenige hundert Einwohner, der Rest verteilt sich auf die Ortsteile am Fuß des Berges und nördlich an der Küste.
Die Einwohner leben hauptsächlich von Tourismus, Landwirtschaft und Handwerk.
Östlich und südöstlich der Stadt befindet sich das gleichnamige Weinbaugebiet Erice.

## Geschichte
Die Gegend um Erice war schon in vorgeschichtlicher Zeit bewohnt. In der Antike hieß die Stadt Eryx nach einer Gestalt der griechischen Mythologie. Eryx war demnach ein Sohn der Liebesgöttin Aphrodite und des Argonauten Butes und herrschte im Westen Siziliens. Nach einer anderen Überlieferung war er ein Sohn des Meeresgottes Poseidon. Der Überlieferung zufolge gründete Aeneas auf dem Berg Eryx einen Venustempel (Aeneis, 5. Buch).
In der Antike war die Stadt Eryx mit Segesta und Entella eine der drei größten Städte der Elymer. Die Elymer aus Eryx standen in enger Beziehung zu den Phöniziern aus Palermo und Motya. Die Stadt wurde vom 6. bis zum 3. Jahrhundert v. Chr. zu einer punischen Zitadelle und diente Hamilkar Barkas im Ersten Punischen Krieg mehrere Jahre als wichtiger Stützpunkt. Zwischenzeitlich, zu Beginn des 5. Jh. v. Chr., geriet die Stadt unter den Einfluss von Akragas; der Tyrann Theron integrierte das Kultzentrum wie eine Reihe anderer westsizilischer Siedlungen auch in seinen Machtbereich. 241 v. Chr. fiel die Stadt an die Römer. Auf dem Berg befand sich ein Heiligtum, welches zunächst der phönizischen Göttin Astarte und dann der Aphrodite bzw. Venus Erycina geweiht war. Das Heiligtum war in der Antike berühmt für seinen Reichtum und die dort betriebene Tempelprostitution. Auf einer Münze des Claudius ist jener Tempel als Säulentempel mit fünf Säulen auf der Frontseite dargestellt.
Die römische Sage bringt Erice mit Aeneas, dem Sohn des Anchises und der Aphrodite, in Verbindung. Aeneas soll auf seiner Flucht aus dem zerstörten Troja in Trapani (Drepanon), dem ehemaligen Hafen von Erice, angelegt haben. Anchises soll dort gestorben und am Fuß des Felsens begraben worden sein, auf dem das Heiligtum seiner Geliebten Aphrodite stand. Die Elymer wurden als Nachfahren der Trojaner angesehen, die dann nicht mit Aeneas weiterzogen, sondern dort blieben. Nach der Eroberung Siziliens durch die Römer wurden die Elymer daher bevorzugt behandelt.
In der Spätantike wurde die Stadt verlassen. Zeitweise war sie von den Arabern besetzt. Die Normannen besiedelten die Stadt im 12. Jahrhundert neu unter dem Namen Monte S. Giuliano und errichteten dort ein Kastell sowie die Stadttore. Im Mittelalter erblühte die Stadt, Kirchen und Klöster wurden gebaut.
1934 erhielt die Stadt ihren heutigen Namen Erice. 1985 kamen durch ein Bombenattentat, das auf den Richter Carlo Palermo zielte, drei unbeteiligte Menschen ums Leben. Im Sommer 2011 fanden in Erice Aktionen von Händlern und Gewerkschaften gegen den Vertrieb von Mafiasouvenirs statt, da die Stadt unter ihrem Ruf als Mafiahochburg leidet.

## Weinbau
Das Weinbaugebiet in Erice bringt DOC-Weine (Erice DOC) hervor, die ihre „kontrollierte Herkunftsbezeichnung“ seit 2004 haben. Diese wurde zuletzt am 7. März 2014 aktualisiert.
Es wird eine breite Palette verschiedener Weintypen erzeugt: Weiß- und Rotweine als Cuvées sowie viele Weine mit Rebsorten-Nennung (mind. 95 % der genannten Rebsorte müssen enthalten sein), weiterhin Schaumweine (Spumante) und Spätlesen („Vendemmia tardiva“).

## Stadtbild
Die aus punischer Zeit stammende Stadtmauer begrenzt auch heute noch die Stadt. Durch die Lage auf einem hohen Berg hat man von Erice aus eine einzigartige Aussicht auf das Landesinnere und das Meer. Eine Seilbahn verbindet die Stadt mit der Talstation im östlichen Teil von Trapani.

### Bauwerke

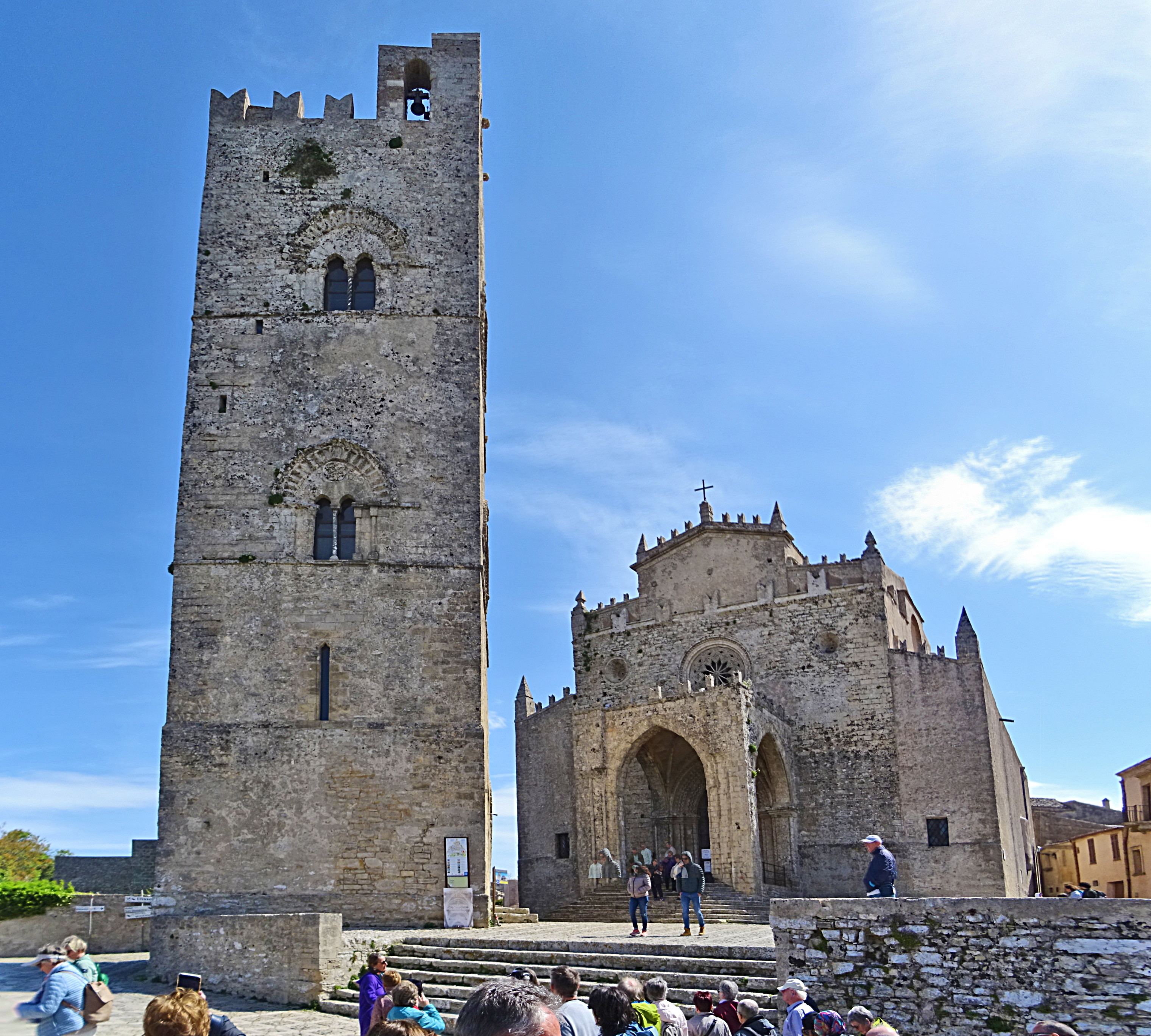
Chiesa Madre mit Campanile

- Stadtmauer mit den Türmen Porta di Trapani, Porta del Carmine und Porta Spada aus normannischer Zeit
- Maria Santissima Assunta, die Chiesa Madre von Erice (auch „Duomo“ (Dom) genannt, obwohl sie keine Bischofskirche ist) wurde 1314 im Chiaramontestil errichtet. Der Glockenturm (Campanile) ist wesentlich älter. Die Ausstattung des Innenraums im neogotischen Stil stammt aus dem 19. Jahrhundert.
- Kastell aus dem 13. Jahrhundert, teilweise restauriert. Von dem auf dem Gelände des Kastells gelegenen Tempel der Venus Erycina ist nur wenig erhalten geblieben
- Rathaus mit dem Museum Antonio Cordici (1586–1666); der Namenspatron war Heimatliterat, Dichter und Mäzen.
- San Giuliano, Piazza und Kirche, die Kirche wurde im 17. Jahrhundert erneuert
- San Carlo, Kirche aus dem 17. Jahrhundert
- San Pietro, Kirche, erbaut im Jahre 1363
- San Giovanni Battista, Piazza und Kirche, die Ursprünge der Kirche stammen aus dem 12. Jahrhundert
- San Martino, ursprünglich eine gotische Kirche, erneuert in den Jahren 1682 und 1858

## Veranstaltungen
Erice ist unter anderem bei Physikern als Tagungsort für Sommerkurse in Theoretischer Physik bekannt, die hier seit 1963 im Centro di cultura scientifica Ettore Majorana stattfinden. Sie wurden durch Antonino Zichichi begründet. Für sportliche Veranstaltungen steht das Stadio Polisportivo Provinciale zur Verfügung.

## Bilder

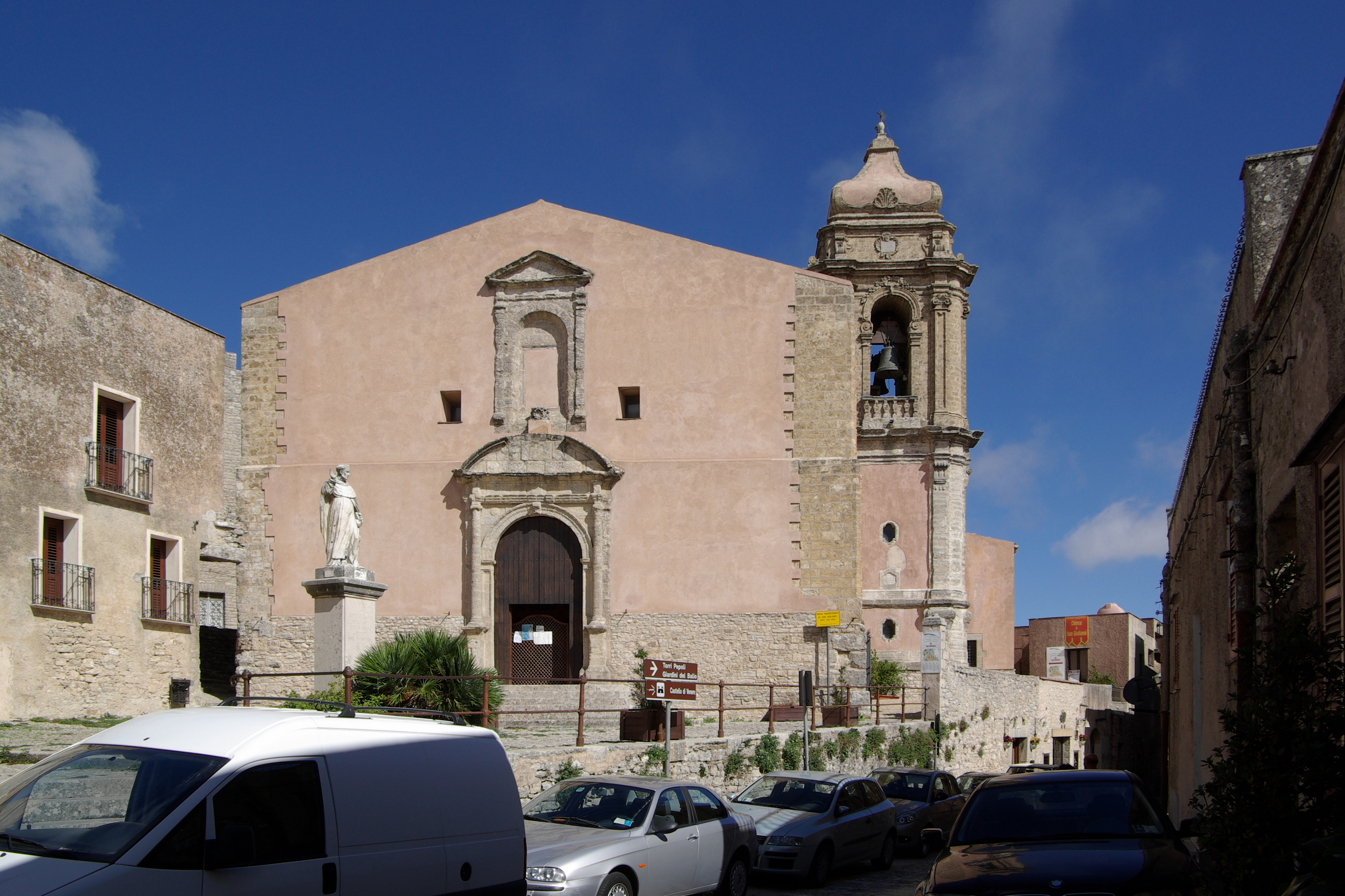
Chiesa di San Giuliano
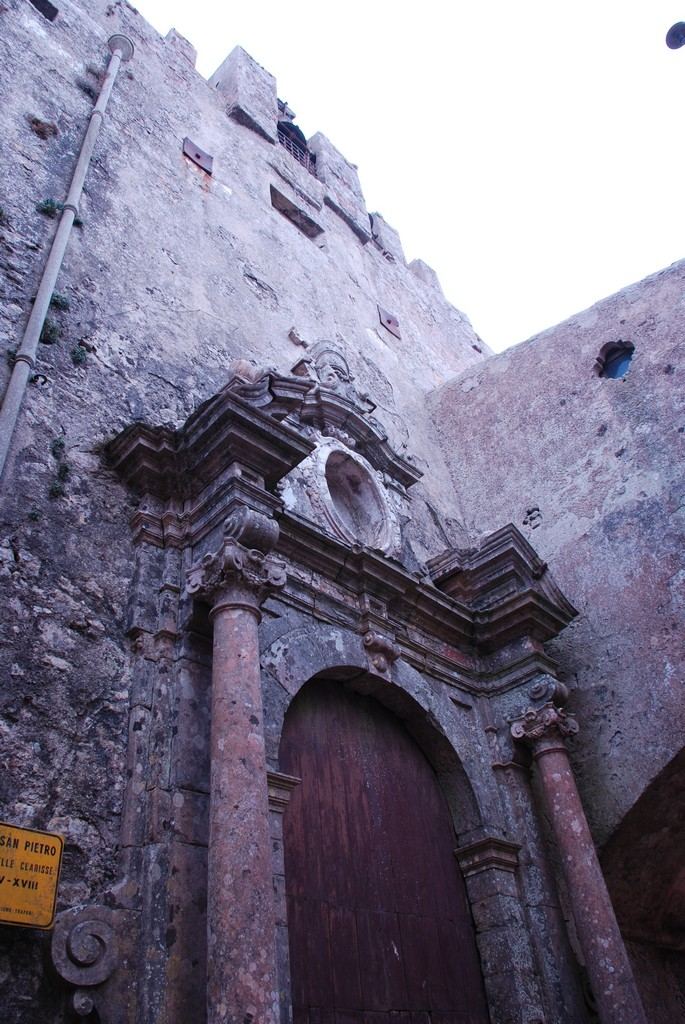
San Pietro
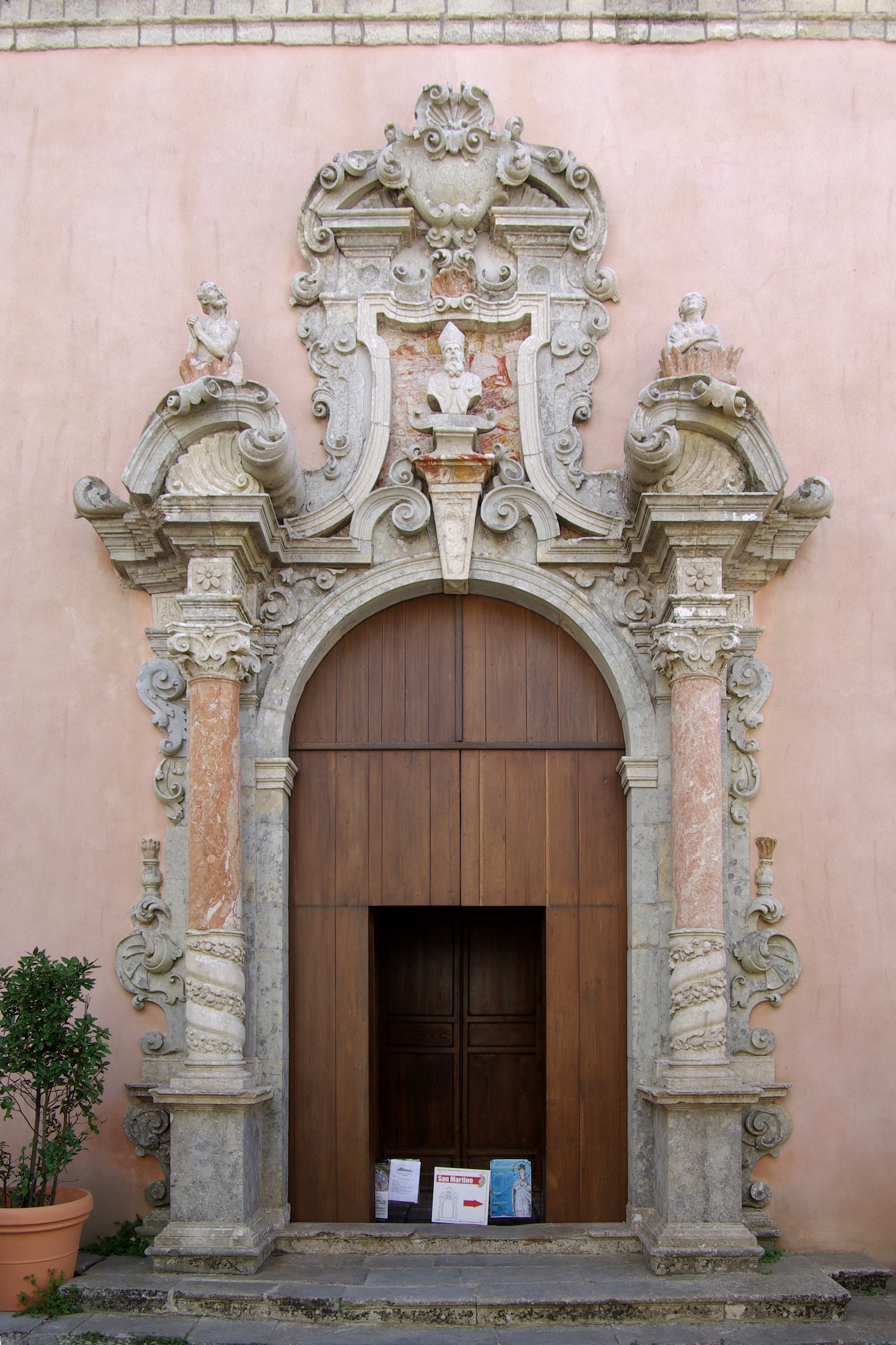
San Martino
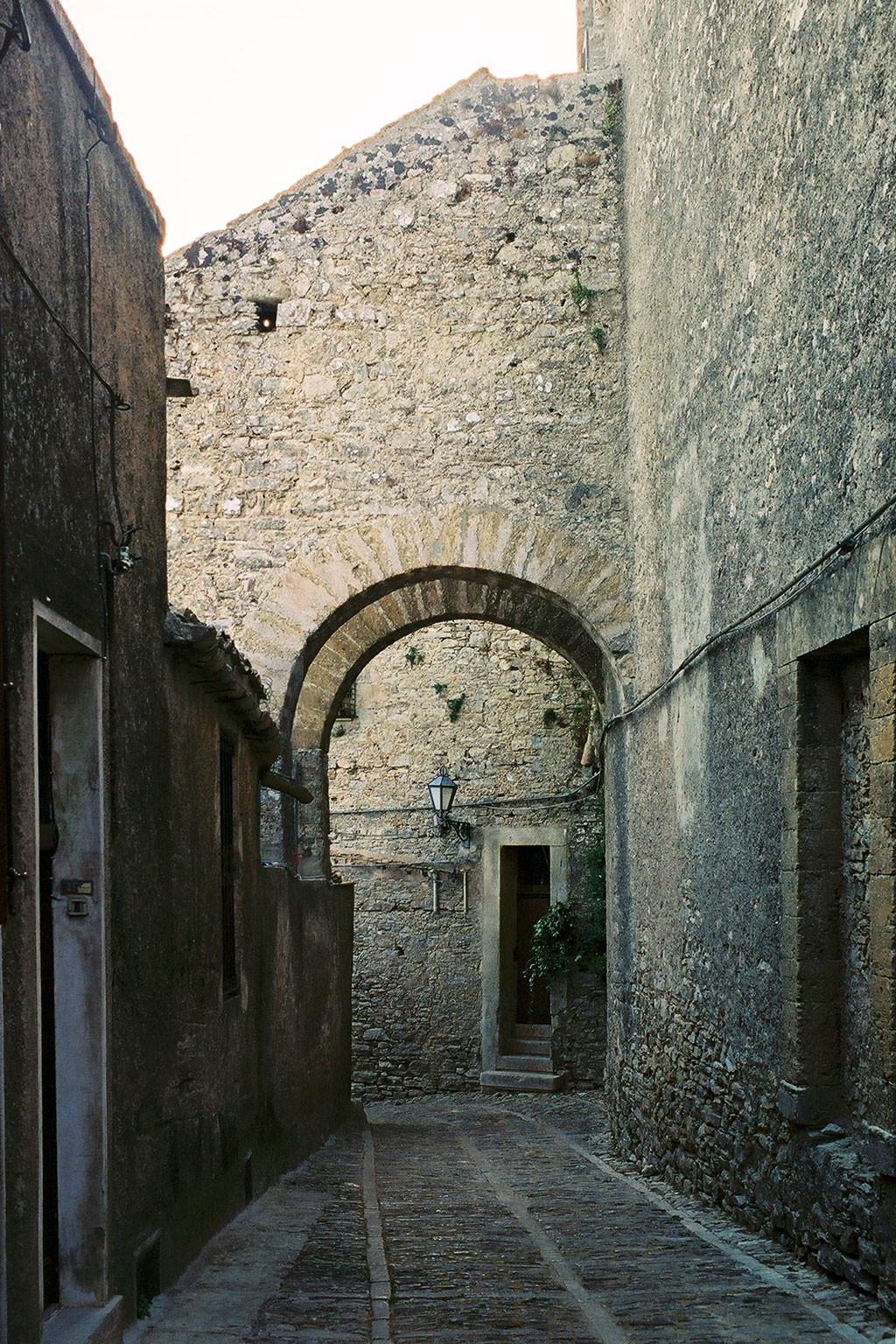
Schmale Gasse
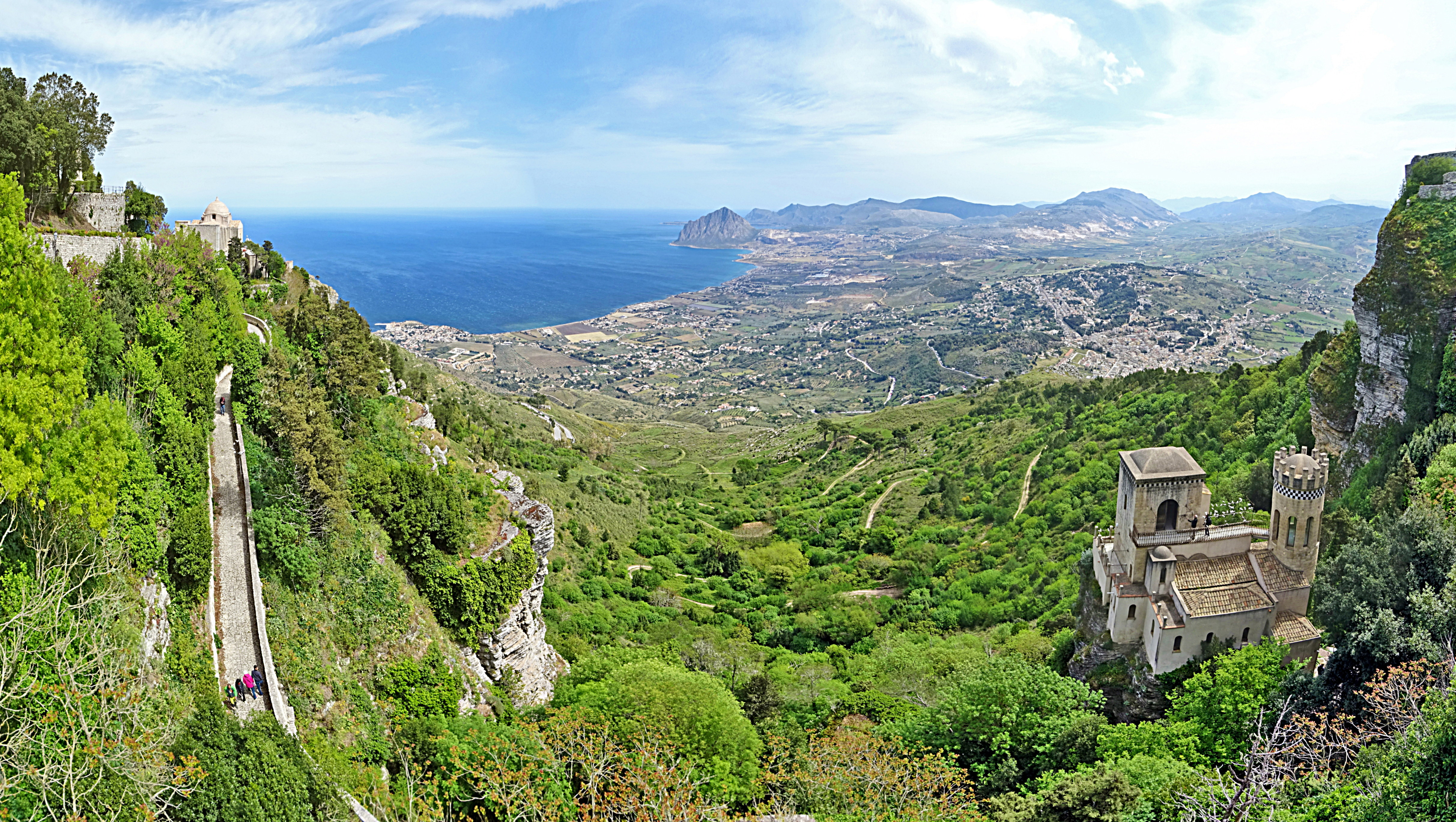
Golf von Bonagia und Monte Cofano
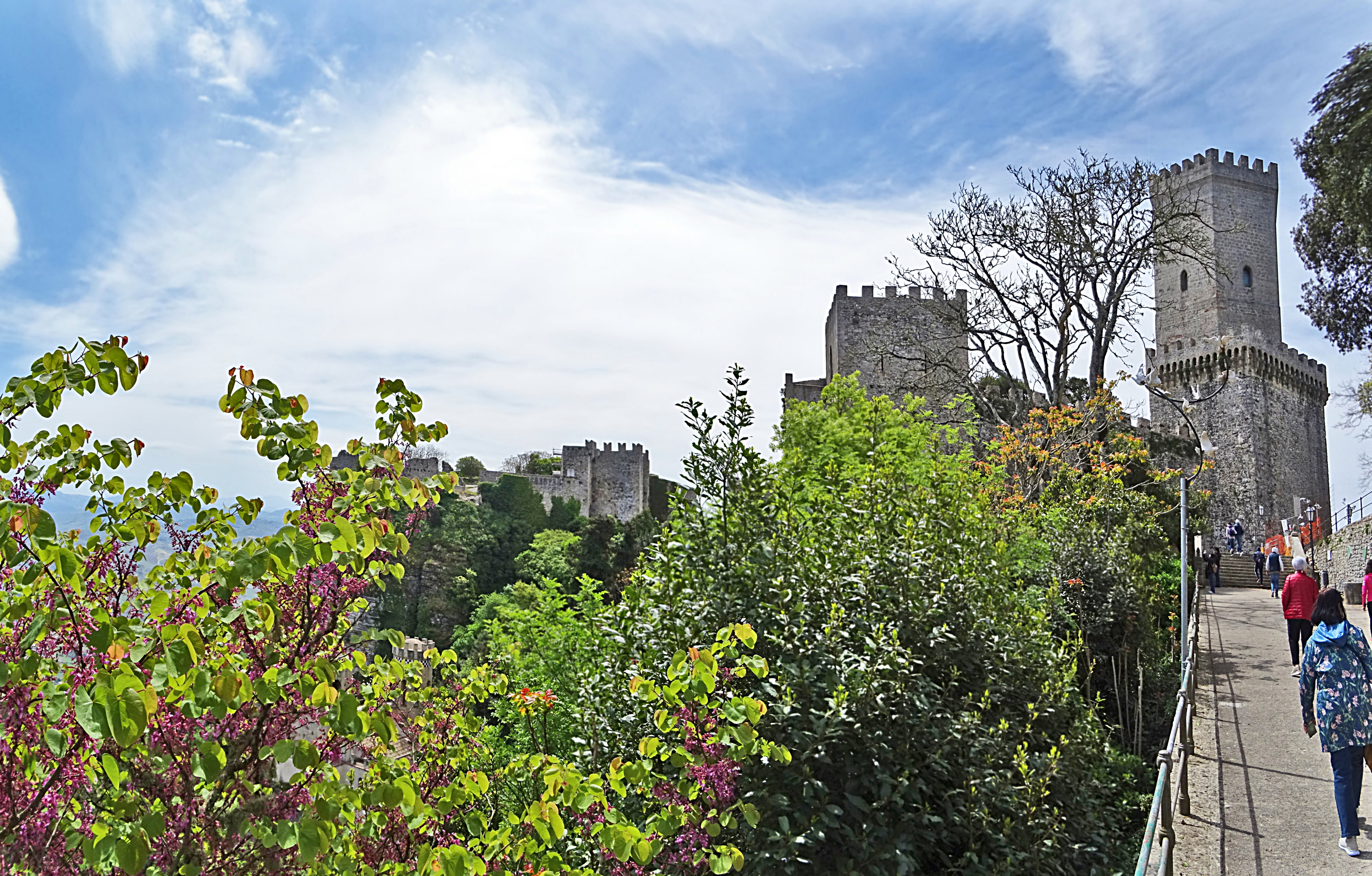
Castello di Venere und Castello del Balio (annotiert)
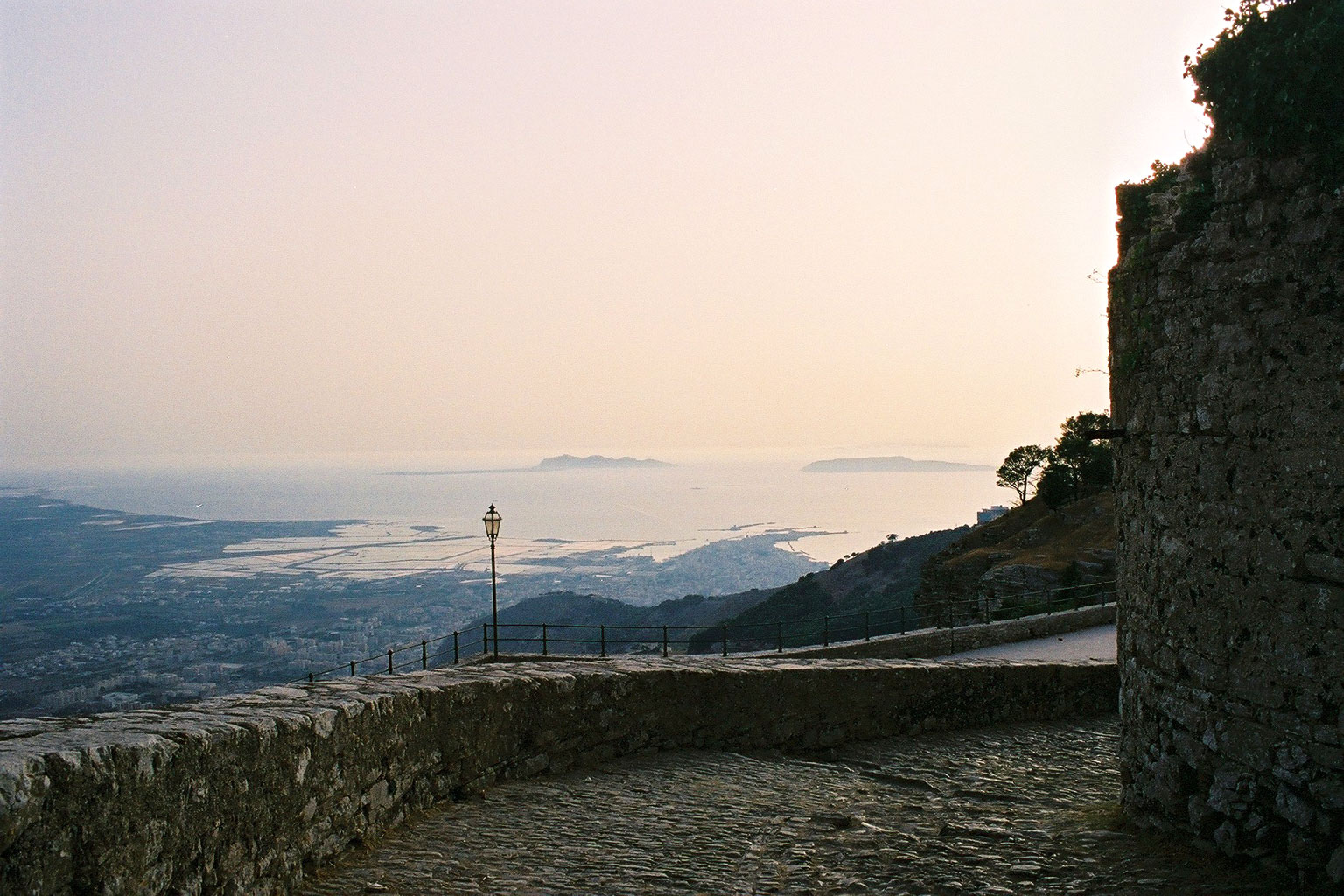
Blick vom Kastell auf Trapani und die Ägadischen Inseln